# 蘇門答臘猩猩
蘇門答臘猩猩是更為稀有且体型较小的红猩猩，生活在印度尼西亚的蘇門答臘，是當地的特有種。雄性蘇門答臘猩猩可以長到4.6呎高及200磅重；雌性的体型更小，平均只有3呎高和100磅重。
與婆羅洲猩猩相比，蘇門答臘猩猩的毛皮較疏且長，面長，個子較矮小，兩側有白毛。

## 生態
蘇門答臘猩猩較婆羅洲猩猩更喜歡吃生果，並且會吃昆蟲。喜歡的生果有無花果及波羅蜜果。牠亦會吃鳥蛋及細小的脊椎動物。
在斯瓦克楊桃園的野生蘇門答臘猩猩曾被發現使用工具。當時一頭猩猩將一根樹枝折成約一呎長，清除小枝及削磨枝頭，並以此插入樹孔中找尋白蟻。牠們亦會以樹枝來拍打蜂巢，並挖出蜂蜜。另外，牠們亦會以長約5吋的樹枝，除去利沙樹果實種子上像玻璃纖維的刺，以便吃這些種子。雖然婆羅洲猩猩亦會吃這類種子，但就未曾發現有用上工具。
紐西蘭自然歷史製作公司在製作蘇門答臘猩猩的紀錄片時，就拍攝到牠們使用簡單的樹枝，在不同的地方尋覓食物。此外在熱帶雨林中牠們亦有使用樹葉當作雨傘。
蘇門答臘猩猩比婆羅洲猩猩更喜歡樹上的生活，這可能是由於在陸地上有蘇門答臘虎等大型掠食者存在。牠們會以臂行方式在樹林之間走動。

## 出生及成長

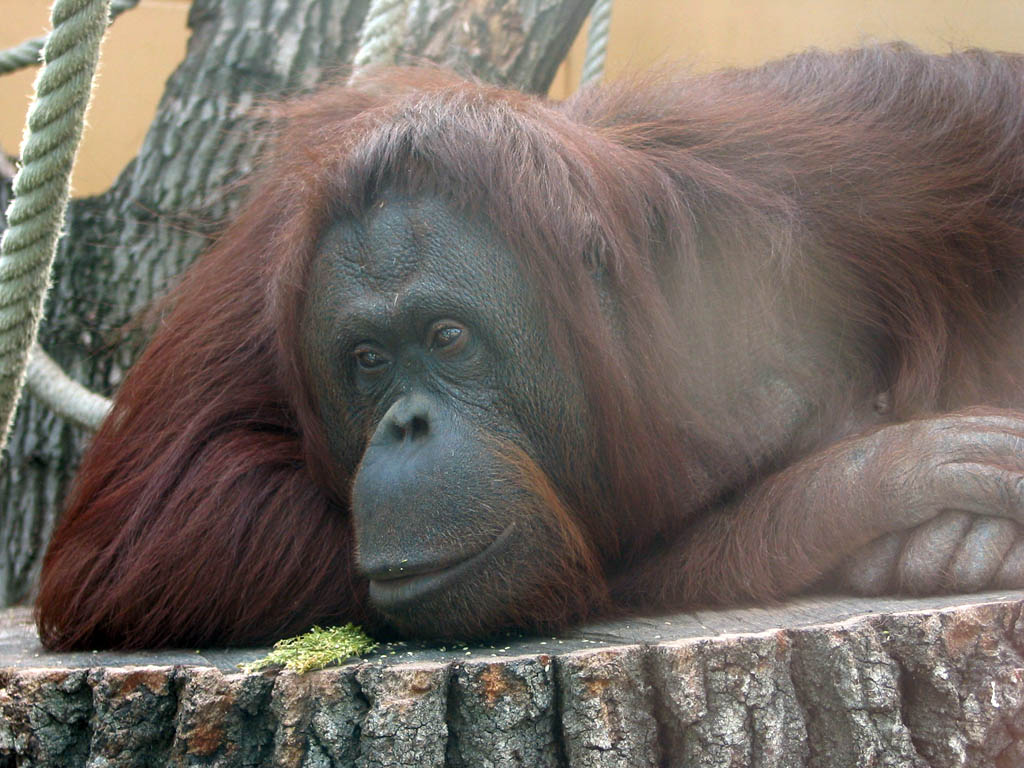
奧地利維也納休伯倫動物園的蘇門答臘猩猩。

蘇門答臘猩猩較婆羅洲猩猩更為群居。蘇門答臘猩猩的族群會聚集在無花果樹吃果實。成年雄性一般會避免與其他的成年雄性接觸。強暴在蘇門答臘猩猩中是很普遍。雄性亞成體會嘗試與任何雌性交配，不過成年雌性一般懂得如何避開牠們。成年雌性較喜歡與成年雄性交配。
蘇門答臘猩猩約要在12、3歲才能生育。牠們生育的間距這比婆羅洲猩猩的更長，且是類人猿中最長的。猩猩嬰兒在3歲前都要由母親照顧，而幼猩猩亦會留在母親身邊。
蘇門答臘猩猩及婆羅洲猩猩似乎都有幾十年的壽命，估計可能多於50年。現存最老的蘇門答臘猩猩就出生於1960年。已知最長壽命的蘇門答臘猩猩於美國邁阿密都市動物園逝世，享年55歲。

## 保育狀況
於2002年，世界自然保護聯盟將蘇門答臘猩猩列入世界自然保護聯盟瀕危物種紅色名錄中的極危物種。在多巴湖森林的統計中發現牠們只棲息於兩個地方：武吉拉旺村及勒塞爾火山國家公園。統計下只餘下約3500頭蘇門達臘猩猩。猩猩嬰兒很多時會被捕捉及賣作獎品寵物。在捕捉的過程中一般會涉及殺死其母親。

## 外部連結
- ARKive - images and movies of the Sumatran orang-utan (Pongo abelii) （英文）